# Yandere
Yandere (ヤンデレ?) es un término japonés usado para referirse a una persona con personalidad dulce y agradable por fuera, pero hostil y agresiva por dentro. En algunos casos hasta puede llegar a matar, con el fin de que no se interpongan en sus objetivos personales y/o amorosos. Yandere es la combinación de las palabras yanderu (病んでる?), que significa "estar loco/a", y deredere (デレデレ?), que significa enamorado/a. En otras palabras, la frase en sí significa "Loco de amor". Al igual que con el término tsundere, hay un sustantivo relacionado con esta palabra, utilizado para el femenino, una yanderekko, una chica con personalidad yandere.

## Yandere y yangire

### Yandere
Yandere no es tan conocido como su antónimo tsundere, simplemente porque es un término más reciente que ha surgido para clasificar a las personas en animes, mangas y novelas visuales, generalmente personajes femeninos, que tienen este tipo de personalidad.[cita requerida] Normalmente estas jóvenes son representadas como tímidas y débiles en varios aspectos, con un lado oscuro que las lleva a cometer actos tales como asesinatos o suicidios.
Este lado oscuro lo mantienen en secreto durante la mayoría del tiempo y suele ser producto de estrés psicológico o un trauma del pasado. Además de la agresividad general que demuestra una yanderekko, también suelen padecer ataques psicóticos o manifestar comportamiento relacionado con su enfermedad psicológica específica.

### Yangire
Para mantener la definición del término intacta, surgió otro para referirse a personajes femeninos que presentan algunas características propias de las yandere pero realmente no lo son. El término conocido como yangire (ヤンギレ?), se utiliza para referirse a chicas normales que se vuelven violentas súbitamente, en ocasiones debido a un trauma del pasado.
Yangire es la combinación de las palabras yanderu (病んでる?), que significa estar enferma, y kire (切れ?), que significa cortar, rebanar, o quebrar. Este comportamiento es distinto al de una yandere respecto al motivo del cambio en la personalidad. En el caso de la yanderekko el motivo es su amor hacia el protagonista masculino, mientras que en la yangire, el motivo está relacionado con otros personajes y no se encuentra ligado a emociones de amor o atracción. Como sucede con yandere, el sustantivo yangirekko puede usarse para describir personajes femeninos con personalidad yangire.

## Diferencias
Las diferencias más remarcables entre una yandere y una yangire, es que el motivo de la primera para volverse violenta está relacionado con el amor o el afecto y pierde la cordura progresivamente hasta que un día comete un acto de violencia o asesinato en algunos casos. Mientras que en una yangirekko el cambio de actitud se da de manera repentina.[cita requerida]